# أم الخير (الخليل)
أم الخير قرية فلسطينية تقع في محافظة الخليل شرق مدينة يطا في الضفة الغربية. قدّر عدد سكانها بحوالي 516 نسمة.
وهي من القرى التي تعاني من تهديدات المستوطنين اليهود ومساعيهم لمسحها عن الوجود.  وتحتضن القرية الجبل الذي تسلل إليه اليهود وأقاموا عليه مجموعة من «البركسات» تمهيداً لإقامة مستوطنة جديدة تلحق بسلسلة المستوطنات التي تنتشر بالمنطقة.

## التاريخ
عام 1883، لاحظ صندوق استكشاف فلسطين أثناء إجراء مسح فلسطين الغربية أكواماً من الحجارة في رجم أم الخير.
استقرّ القرويون الفلسطينيون في هذه المنطقة قبل عقود بعد أن طردتهم إسرائيل من صحراء عراد، واشتروا الأرض من سكان قرية يطا الفلسطينية. وفقاً لديفيد شولمان، تقع المستوطنة الإسرائيلية القريبة كرمل (هيبرون) على أراضٍ صودرت من بدو تلك القرية.

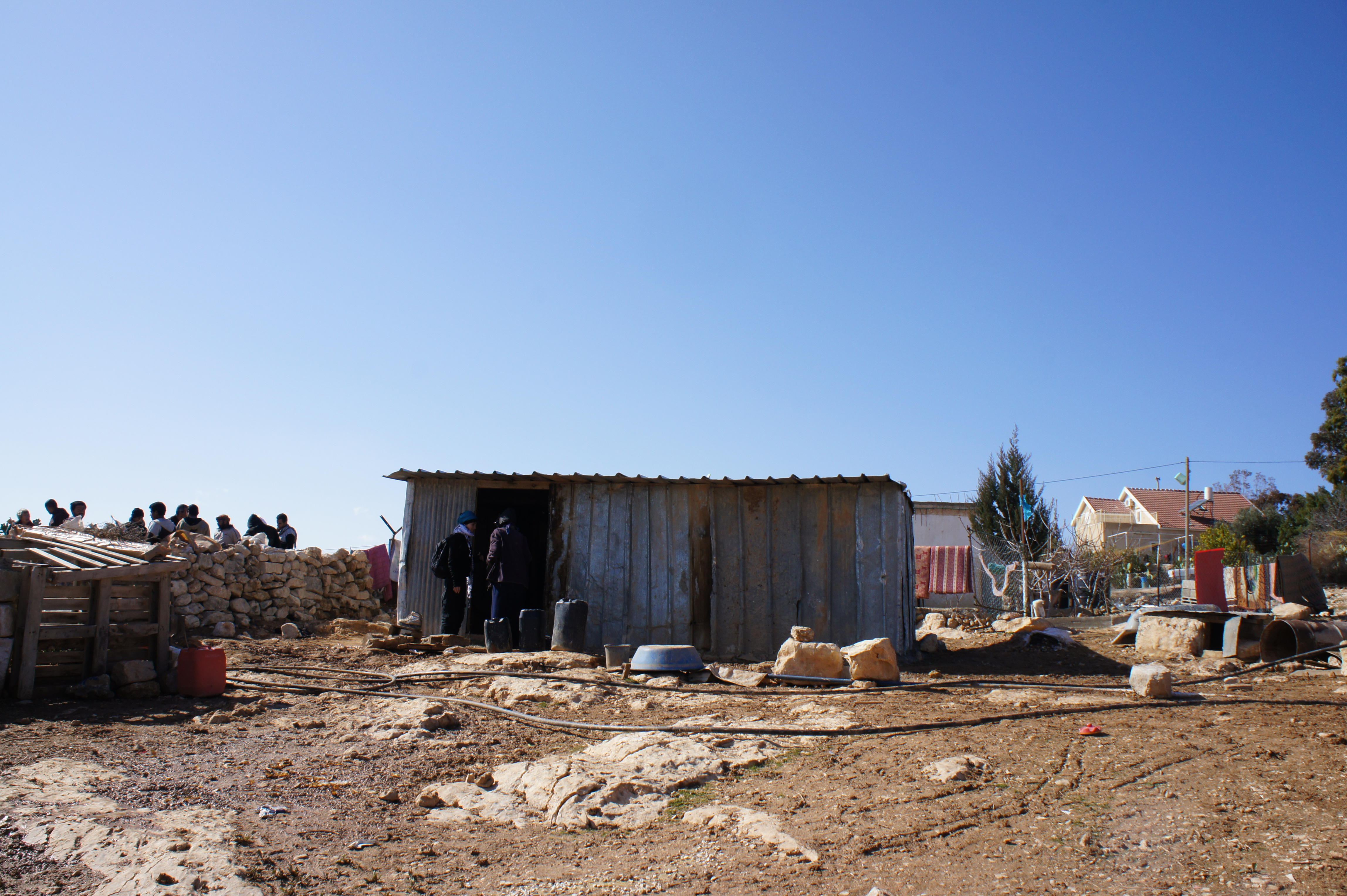
إلى اليسار: أنقاض منزل أرملة مع 9 أطفال، هدمت القوات الإسرائيلية منزلها في 25 كانون الثاني (يناير) عام 2012. في الوسط: سقيفة من الصفيح تعيش فيها الآن مع أولادها في قرية أم الخير.

انتقد نشطاء حقوق الإنسان والصحفيون افتقار المنطقة لوسائل العيش الطبيعية في حين يتمتع المستوطنون بأساليب الحياة الحديثة. وفقاً لنيكولاس كريستوف من صحيفة نيويورك تايمز: تعتبر مستوطنة الكرمل واحة خضراء جميلة تبدو كضواحي أمريكا، تحوي حدائق مورقة ويلعب أطفال المستوطنين فيها بالدراجات ومنازلهم مكيفة الهواء. كما فيها مزرعة دواجن تعمل بالكهرباء وهي عبارة عن مشروع منتج. لكن خارج سياج الأسلاك الشائكة التي تحمي تلك المستوطنة يحرم على سكان أم الخير استخدام شبكة الكهرباء. كما لاحظ إلعاد أوريان ناشط حقوق الإنسان الإسرائيلي أن دجاج مزرعة الدواجن في مستوطنة الكرمك يحصل على كهرباء ومياه أكثر من البدو الفلسطينيين المجاورين. 

## كتب
- Conder، Claude Reignier؛ Kitchener، H. H. (1883). The Survey of Western Palestine: Memoirs of the Topography, Orography, Hydrography, and Archaeology. London: صندوق استكشاف فلسطين. ج. 3. مؤرشف من الأصل في 2022-08-06.
- Palmer، E. H. (1881). The Survey of Western Palestine: Arabic and English Name Lists Collected During the Survey by Lieutenants Conder and Kitchener, R. E. Transliterated and Explained by E.H. Palmer. صندوق استكشاف فلسطين. مؤرشف من الأصل في 2022-12-17.

## مطالعة إضافية
- Ehrenreich، Ben (2016). The Way to the Spring: Life and Death in Palestine. London: دار بنجوين للنشر. ISBN:0698148193. مؤرشف من الأصل في 2017-10-09.

## وصلات خارجية
- مقالات على موقع تعايش
- Al Faqir (Umm al Kheir) Village Profile, معهد الأبحاث التطبيقية - القدس (ARIJ)
- The priorities and needs for development in Al Faqir (Umm al Kheir) village based on the community and local authorities’ assessment, ARIJ
- Survey of Western Palestine, map 21: IAA, Wikimedia commons